# 佳能PowerShot A570 IS
佳能 PowerShot A570 IS是一款佳能数码相机，于2007年3月推出。
A570 IS是目前PowerShot A系列里头装备了图像稳定器（IS）的最低端产品，2007年上市之后价格迅速调整到1500附近，成为佳能用来抢占低端市场的有力产品。
随着A650 IS召回，短期内佳能无法推出合适的填补空档的机型，A570 IS与Canon PowerShot A720 IS成为仅存的市面在售的两款带防抖功能的佳能PowerShot数码相机。
2008年1月，继任者Canon PowerShot A590 IS推出。保留了A570 IS的所有特性，但在像素上有升级，颜色也变为黑色。

## 主要参数
- 710万 有效象素
- 4倍光学变焦
- 1/2.5 英寸 CCD
- 2.5寸TFT液晶屏，分辨率11.5万象素
- 快门：15～1/2000秒
- ISO：80/100/200/400/800/1600
- 面部优先／9点智能AiAF／中央单点
- 有声短片记录（Motion JPEG编码与单声道音频）
- 使用SDHC卡／SD卡／MMC卡作为存储介质
- 使用DIGIC III数字处理芯片
- 使用2节AA电池
- Exif 2.2
- 不带电池175克